# 流れる
『流れる』（ながれる）は、1955年に雑誌『新潮』に連載され、翌年出版された幸田文の小説。1954年にデビューした幸田の、作家としての名声を確立した傑作である。自身の体験を踏まえて、華やかな花柳界と零落する芸者置屋の内実を描ききった作品。第3回新潮社文学賞と第13回日本芸術院賞を受賞した。ラジオ、テレビ、舞台で上演され、また成瀬巳喜男監督で映画化もされた。

## 小説

### 物語と主な登場人物
戦後まもないある年の師走、川沿いの芸者置屋「蔦の家」には、老練で芸達者な主人と、彼女の娘の勝代、姪の米子とその娘の不二子が住んでいた。通いの芸者は最盛期には7人いたが、今は染香、なゝ子、蔦次の3人である。しばらく前までいた雪丸は旦那を持って出て行き、なみ江は借金を踏み倒して失踪してしまった。そのなみ江の叔父の鋸山 (千葉の鋸山の石工)、主人の姉で米子の母親の鬼子母神（下谷の鬼子母神に住んでいる高利貸）などが頻繁に出入りしている。そうした「くろうと」の世界に、「しろうと」である中年の後家、梨花が住み込み女中として勤め始めた。「梨花」は言いにくいからと主人に「お春」と呼ばれるようになる。華やかな花柳界の様々な出来事が梨花の眼を通して淀みなく語られていくが、梨花は大みそかに風邪をこじらせ、従姉の家で静養した。七草明けには回復して蔦の家に戻り、再び日常が始まるが、蔦の家の凋落は日に日に明らかになっていく。川向うの料亭の女将なんどりや、秘書役の男性佐伯などが新たに登場し、主人一家や芸者たちの人間模様が赤裸々に綴られる。

### 背景
1904年 (明治37) 東京府南葛飾郡寺島村（現在の東京都墨田区東向島）に生まれた幸田文は、6歳で実母を亡くし、継母はリュウマチがあったため、早くから家事を行っていた。24歳で結婚し翌年娘を生むが、34歳の時に離婚し娘と共に実家へ戻った。父・幸田露伴から文学の手ほどきを受けていたが、1947年 (昭和22) 父が亡くなると、父の思い出などを文章に綴り発表していた。1951年 (昭和26) 職探しをして11月に台東区柳橋の芸者置屋「藤さがみ」に住み込みの女中になる。しかし12月下旬に体調を崩し、翌1月に自宅に戻り2カ月余り床に臥せった。
『流れる』ではこうした自身の体験を軸に、幼いころから親しんだ隅田川沿いの風景と町並み、人々の暮らしぶりを背景にして物語が進んでいく。幸田文は父親に関する文章を綴っているが、「親の血だの、筋だのといわれると息が詰まって、なにかやたらと謀反気がおき、何処か別のところで安気な呼吸がしたく、若気のいたりで勤め口をさがしたのが、川を下ったそこだった」と後に記している。
タイトルの「流れる」について作者は、「しあはせになつてあちらの方へ遠く離れて行くのを見送つてゐること」のように思われる、と書いている。また幼いころから川に親しんでいた作者は、川にかかる橋の手前でいつも止って周りの景色を眺めており、「水は流れるし、橋は通じるし、「流れる」とは題したけれど、橋手前のあの、ふとためらふ心には強く惹かれてゐる」とも書いている。

### 発表・出版年譜
『幸田文全集 第23巻』所収「著作年表」及び国立国会図書館NDL-Onlineより編集。
- 1955年 (昭和30年) 1月～12月 「流れる」の題名で『新潮』に11回に渡り連載。
- 1956年 (昭和31年) 
  - 2月 新潮社から単行本『流れる』刊行。NDL
  - 11月 新潮小説文庫『流れる』刊行。NDL
- 1957年 (昭和32年) 12月 新潮文庫『流れる』刊行。NDL
- 1958年 (昭和33年) 以降1988年 (昭和63年) までの間に、新潮社、中央公論社、筑摩書房、角川書店、講談社、文芸春秋、小学館各社が刊行した文学全集に「流れる」は所収された。
- 1989年 (平成元年) 10月 埼玉福祉会『流れる』 (大活字本シリーズ) 刊行。NDL
- 1993年 (平成5年) 6月 新潮社から新装版『流れる』刊行。NDL
- 1995年 (平成7年) 4月 岩波書店『幸田文全集 第5巻』に「流れる」所収。NDL
- 2009年 (平成21年) 8月 扶桑社『文学の器 : 現代作家と語る昭和文学の光芒』に「流れる」所収。NDL
- 2010年 (平成22年) 12月 無双舎『おとなの国語 : 桜の森の満開の下・他 : 名作超訳エロチカ』に「流れる」所収。NDL
- 2019年 (平成31年) 3月 六花出版『〈新編〉日本女性文学全集 8』に「流れる」所収。NDL

## 上演史
『幸田文全集 第23巻』所収「年譜」より編集。
- 1956年2月、朝日放送「パンドラタイム」で4回に渡りラジオ放送された。出演は山本安英、水谷八重子、岸田今日子、杉村春子、荒木道子、東山千栄子、中村伸郎他[14]。
- 1957年2月、新橋演舞場で新派大合同二月公演として『流れる』が上演された。脚本・演出は飯沢匡、出演は花柳章太郎、水谷八重子他[11]。
- 1958年1月、NHKラジオ第二放送で「新年特集」として『流れる』が放送された。出演は加藤幸子、杉村春子、奈良岡朋子他。
- 1961年2月、東京テレビでテレビドラマ『流れる』が放映された。出演は乙羽信子、岸田今日子他。

## 小説・上演史の脚注
1. ↑  『幸田文全集 第23巻』岩波書店、1997.2、pp544, 567-571
2. ↑  「流れる」『日本文芸鑑賞事典 近代名作1017選への招待 第16巻（昭和26〜30年）』 pp.247-258、ぎょうせい、1987年
3. ↑  文学賞の世界 2020年6月7日閲覧。
4. ↑  日本藝術院賞受賞者一覧 2020年6月7日閲覧。
5. 1 2  『幸田文全集 第23巻』pp508-516
6. ↑  「〈流れる〉を観る」『幸田文全集 第7巻』岩波書店、1995.6、pp283-284。初出は1956年11月発行の新聞
7. ↑  「〈流れる〉原作者のことば」『幸田文全集 第7巻』pp285-286。初出は1956年11月発行の東宝映画『流れる』宣伝パンフレット
8. ↑  幸田文『流れる』 (新潮社、1956) より編集。
9. ↑  『幸田文全集 第23巻』pp489-507
10. ↑  「流れる」『幸田文全集 第19巻』、岩波書店、1996.6、pp208-212。初出は1970年5月28日朝日新聞
11. 1 2  「流れるといふことば」『幸田文全集 第8巻』、岩波書店、1995.7、pp174-175。初出は1957年2月6日発行の新橋演舞場パンフレット
12. ↑  「〈流れる〉著者のことば」『幸田文全集 第7巻』p282。初出は1956年11月刊の新潮社小説文庫『流れる』表紙カバー折り返し掲載の文
13. ↑  『幸田文全集 第23巻』pp543-659
14. ↑  「〈流れる〉を聴く」『幸田文全集 第7巻』pp279－281。初出は1956年11月11日朝日放送刊『ABC』

## 映画
『流れる』は、1956年に公開された日本映画。製作、配給は東宝。モノクロ、スタンダード。　

### 企画・制作
ストーリーはほぼ原作のまま受け継がれている。
この時期の成瀬は、前年に公開された『浮雲』でキャリアの頂点を極めていた。他の作品でも見られる、女性を中心に人物を情感豊かにリアルに描く手腕は、本作でも遺憾なく発揮された。特に本作では、大勢の登場人物それぞれに明確な個性を色付けしており、キャスト連の迫真の演技と相まって肉厚で豪華な作品となっている。
キャストには田中絹代、山田五十鈴、高峰秀子という日本映画界を代表する名女優を三枚看板に擁し、岡田茉莉子、杉村春子、中北千枝子、賀原夏子らが脇を固めた。さらに日本映画史上初のスター女優で、当時既に一線を退いていた栗島すみ子が特別出演を果たし、強烈な存在感を見せる重厚な演技で往時のファンを歓喜させた。花柳界という舞台設定と合わせて正に「女性オールスター映画」とも呼ぶべき絢爛豪華な顔ぶれとなっている。男優では宮口精二、加東大介、仲谷昇、佐田豊らが出演している。スタッフにおいても「成瀬組」の名スタッフが結集し、成瀬映画の真髄を究めた作品となっている。

### あらすじ
大きな川の畔にある置屋「つたの屋」に新しい女中がやってきた。梨花という名のその女性は、女主人つた奴に気に入られる。懸命に「つたの屋」に尽くす梨花だが、当家には落魄の臭いが立ち込めていた。

### キャスト
- 梨花（お春）：田中絹代
- つた奴：山田五十鈴
- 勝代：高峰秀子
- なな子：岡田茉莉子
- 染香：杉村春子
- お浜：栗島すみ子（特別出演）
- 米子：中北千枝子
- 高木：加東大介
- 不二子（米子の娘）：松山なつ子
- おとよ：賀原夏子
- なみ江：泉千代
- なみ江の伯父：宮口精二
- 佐伯（お浜の甥）：仲谷昇
- いろどり：南美江
- 村松：竜岡晋
- 白雅（中華料理店）：大村千吉
- 医者：中村伸郎
- つる本の女中：音羽久米子
- 乾物屋主人：上田吉二郎
- 巡査：松尾文人
- 車屋：佐田豊
- 呉服屋：堤康久
- ：鉄一郎
- 乾物屋店員：河辺昌義
- 果物屋店員：平凡太郎
- 料亭の女中：江幡秀子
- ：上野明美
- 寿司屋の出前持ち：加藤茂雄（クレジット表記無し）

### スタッフ
- 製作：藤本真澄
- 原作：幸田文
- 脚本：田中澄江、井手俊郎
- 音楽：斎藤一郎
- 撮影：玉井正夫
- 美術：中古智
- 録音：三上長七郎
- 照明：石井長四郎
- 編集：大井英史
- チーフ助監督：川西正義
- 製作担当者：島田武治
- 衣裳考証：岩田専太郎
- 清元指導：清元梅吉
- 特殊撮影：東宝技術部
- 現像：光映新社
- 監督：成瀬巳喜男

### エピソード
- 成瀬からのたっての願いで、19年ぶりに映画に登場した栗島すみ子は、撮影の合間にも大女優の貫禄を見せつけ、成瀬のことを「ミキちゃん」と呼んでいた。栗島が「あたしはミキちゃんを信用して来てんだから。」と、セリフを一切覚えず現場入りした事は語り草になっている。なお映画界へのデビューは成瀬（の監督デビュー）が1930年、栗島が1921年で、年齢も栗島が3歳上。